# Jérôme Gondorf
Jérôme Gondorf (ur. 26 czerwca 1988 w Karlsruhe) – niemiecki piłkarz grający na pozycji pomocnika w Karlsruher SC.

## Życiorys
Jest wychowankiem Karlsruher SC. W czasach juniorskich trenował także w TSV Palmbach. W latach 2007–2008 grał w SV Spielberg, a w latach 2008–2010 w ASV Durlach. 3 lutego 2010 został piłkarzem Stuttgarter Kickers. 1 lipca 2013 odszedł na zasadzie wolnego transferu do SV Darmstadt 98. Wraz z tym klubem w latach 2014–2015 awansował z 3. ligi do Bundesligi. W 2. Bundeslidze zagrał po raz pierwszy 3 sierpnia 2014 w wygranym 1:0 meczu z SV Sandhausen. W Bundeslidze zadebiutował natomiast 15 sierpnia 2015 w zremisowanym 2:2 spotkaniu z Hannoverem 96. W latach 2017–2018 grał w pierwszoligowym Werderze Brema. 1 lipca 2018 odszedł za 1,3 miliona euro do SC Freiburg.